# Абакан (река)
Вижте пояснителната страница за други значения на Абакан.
Абака̀н е река в Азиатската част на Русия, Южен Сибир, Република Хакасия ляв приток на река Енисей. Дължината ѝ е 327 km, а заедно с лявата съставяща я река Голям Абакан 514 km, която ѝ отрежда 190-о място по дължина сред реките на Русия.
Река Голям Абакан (187 km) води началото си от северния склон на хребета Корбу на планината Западни Саяни, на 2171 m н.в., в най-южната част на Република Хакасия. В най-горното си течение реката тече на север, а след това на североизток в тясна планинска долина с многочислени прагове и бързеи. При 327 km се съединява с идващата отдясно река Малък Абакан (117 km) и двете заедно дават началото на същинската река Абакан. Течението на новата река Абакан запазва североизточното си посока и планинския си характер – тясна и силно залесена долина със стръмни склонове. При село Голям Монок реката излиза от планината и навлиза в южната част на обширната Минусинска котловина. Тук реката запазва североизточното си направление, но долината ѝ силно се разширява, а коритото ѝ се разделя на множество ръкава с непостоянни пясъчни острови между тях. В източната част на град Абакан, столицата на Република Хакасия, на 238 m н.в. се влива отляво в река Енисей при нейния 2887 km.
Водосборният басейн на Абакан има площ от 32 хил. km2, което представлява 1,24% от водосборния басейн на река Енисей и обхваща цялата южна част на Република Хакасия.
Границите на водосборния басейн на реката са следните:
- на запад – водосборния басейн на река Об;
- на север, изток и югоизток – водосборните басейни на малки леви притоци на Енисей, в т.ч. реките Кантегир и Хемчик.

Река Абакан получава 59 притока с дължина над 20 km, като 5 от тях са дължина над 100 km. По-долу са изброени всичките тези реки, за които е показано на кой километър по течението на реката се вливат, дали са леви (→) или (←), тяхната дължина, площта на водосборния им басейн (в km2) и мястото където се вливат.
- 327 ← Малък Абакан 117 / 2650
- 231 ← Она 157 / 4760
- 148 → Таштип 136 / 2520, при село Голям Монок
- 116 → Аскиз 117 / 1470, при село Аскиз
- 53 → Уйбат 162 / 3420

Подхранването на реката е смесено, но преобладава снежното. Пълноводието е през май и юни, след което постепенно намалява. Среден годишен отток в устието 400 m3/s. Замръзва през втората половина на ноември, а се размразява в края на април.
Средномесечен отток на река Абакан (в m3/s), при хидрометрична станция Абаза за периода 1936 – 1999 г..
По течението на реката в Република Хакасия са разположени градовете Абаза и Абакан, столицата на Република Хакасия и две села районни центрове – Аскиз и Белий Яр.
Река Абакан не е плавателна, но се използва за транспортиране на дървен материал, а в пределите на Минусинската котловина – за напояване.